# Mussaenda leptantha
Espèce
Mussaenda leptantha Wernham est une espèce de plantes tropicales de la famille des Rubiaceae et du genre Mussaenda, endémique du Cameroun.

## Description
C'est une liane ligneuse.

## Distribution
Endémique du Cameroun, très rare, elle n'est connue qu'à travers la récolte de George Latimer Bates en 1919, à Bitye, dans la Région du Sud.